# Microsoft Imagine Premium
Microsoft Imagine Premium (dawniej: Microsoft DreamSpark oraz MSDN Academic Alliance) – program przedsiębiorstwa Microsoft skierowany do wybranych uczniów, studentów i pracowników naukowych. Uczestnicy mogą pozyskać darmowe kopie pewnej części oprogramowania firmy Microsoft (systemów operacyjnych, programów biurowych, serwerów i środowisk tworzenia aplikacji) pod warunkiem, że będą korzystać z otrzymanego oprogramowania jedynie w celach edukacyjnych (w ramach licencji EDU). Dla przedsiębiorstwa Microsoft jest to jedna z form popularyzacji własnego oprogramowania w społecznościach akademickich oraz forma pomocy w nauczeniu się technologii Microsoft.
Przystąpić do programu mogą jedynie studenci i pracownicy uczelni zarejestrowanych w programie.

## Weryfikacja
Potwierdzenie statusu studenta jest wymagane do uzyskania dostępu do pobierania oprogramowania oraz kluczy. Najczęściej taką weryfikacje tworzą uczelnie będące w programie. Taka weryfikacja odbywa się co 12 miesięcy. Dodatkowo, po upłynięciu roku, następuje wyłączenie konta i konieczne jest ponowne zweryfikowanie statusu studenta, aby odblokować je na nowo.

## Przykładowe dostępne produkty
- Visual Studio 2008 and 2010 Professional Editions
- Expression Studio 2
- Expression Studio 3
- Expression Studio 4 Ultimate
- Microsoft SQL Server 2008 R2 Developer Edition (x86 i x64)
- Windows Server 2008 Standard Edition (x86 i x64)
- Windows Server 2008 R2 Standard Edition x64
- Windows Server 2012 Datacenter x64
- Windows Server 2012 R2 Datacenter x64
- Windows Server 2016 Datacenter x64
- Windows Server 2016 Standard x64
- Windows Embedded CE 6.0 although not R2 or R3.
- Windows Embedded Compact 7
- Windows Embedded Standard 7
- Microsoft Robotics Developer Studio 2008 R3, CCR oraz DSS Toolkit 2008
- XNA Game Studio 4.0
- Virtual PC 2007
- Windows Phone Developer Tools
- Windows MultiPoint Mouse SDK
- Windows Internet Explorer 9
- Microsoft Small Basic
- Kodu Game Lab
- Microsoft Mathematics
- Microsoft Visual Studio 2012
- Microsoft Windows XP
- Microsoft Windows 7
- Microsoft Windows 8.1
- Microsoft Windows 10